# Hsinchuang

Situation du district dans Nouveau Taipei.

Hsinchuang (chinois traditionnel : 新莊區 ; pinyin : Xīnzhuāng Qū) est un district de la ville de Nouveau Taipei, à Taïwan.

## Géographie
- Superficie : 19,74 km2
- Population : 397 877 habitants (octobre 2008)